# Giving It All Away
Giving It All Away is een nummer van de Britse muzikant Roger Daltrey uit 1973. Het is de eerste single van zijn eerste soloalbum Daltrey.
"Giving It All Away" was het eerste nummer dat Daltrey los van zijn band The Who uitbracht. Het nummer is mede geschreven door de op dat moment nog onbekende Leo Sayer, die het nummer zelf ook opnam voor zijn tweede album Just a Boy. De eerste regel van het nummer ("I paid all my dues, so I picked up my shoes, I got up and walked away") verwijst naar negatieve nieuwsberichten over The Who destijds. De band werd namelijk aangeklaagd voor onbetaalde schade aan hun hotel tijdens een recente tour, waaronder een tv-toestel dat uit het raam werd gegooid. Het nummer werd een grote hit in het Verenigd Koninkrijk, waar het de 5e positie behaalde. Ook in het Nederlandse taalgebied sloeg het nummer aan; met een 6e positie in de Nederlandse Top 40 en een 10e positie in de Vlaamse Radio 2 Top 30. Daltrey heeft het succes van het nummer later nooit meer solo weten te overtreffen.

## NPO Radio 2 Top 2000
| Nummer met noteringen in de NPO Radio 2 Top 2000 | '00 | '01  | '02  | '03  | '04  | '05  | '06  | '07  | '08  | '09  | '10  | '11  | '12  |
| ------------------------------------------------ | --- | ---- | ---- | ---- | ---- | ---- | ---- | ---- | ---- | ---- | ---- | ---- | ---- |
| Giving It All Away                               | 826 | 1253 | 1332 | 1139 | 1423 | 1423 | 1630 | 1768 | 1506 | 1588 | 1802 | 1859 | 1889 |

1. ↑  Een vetgedrukt getal geeft de hoogste notering aan.
2. ↑  2000 was het eerste jaar met een notering voor dit nummer.
3. ↑  Deze tabel is bijgewerkt tot en met de laatste editie (2024).